# John Joseph Nilan
John Joseph Nilan (* 1. August 1855 in Newburyport, Massachusetts; † 13. April 1934 in Hartford, Connecticut) war ein US-amerikanischer römisch-katholischer Geistlicher und Bischof von Hartford.

## Leben
Nilan empfing am 21. Dezember 1878 das Sakrament der Priesterweihe für das Erzbistum Boston.
Am 17. Februar 1910 wurde er von Papst Pius X. zum Bischof von Hartford ernannt. Die Bischofsweihe spendete ihm am 28. April desselben Jahres der Erzbischof von Boston, William Henry O’Connell; Mitkonsekratoren waren Louis Sebastian Walsh, Bischof von Portland, und Daniel Francis Feehan, Bischof von Fall River. Nilans Wahlspruch Dominus Firmamentum Meum („Der Herr ist meine Feste“) stammt aus Psalm 17,3.
Nilan starb am 13. April 1934 im Alter von 78 Jahren im St. Francis Hospital in Hartford.